# البركة (عين العرب)
البركة قرية سوريّة تتبع إداريّاً لمحافظة حلب منطقة عين العرب ناحية الجلبية، بلغ تعداد سكانها 109 نسمة حسب التعداد السكاني لعام 2004.